# L.A. Guns
L.A. Guns est un groupe américain de rock et heavy metal, originaire de Los Angeles, en Californie. Plusieurs membres du groupe Guns N' Roses ont fait partie de L.A. Guns. La première incarnation du groupe comprend Tracii Guns en 1983 qui fusionnera avec Hollywood Rose pour former Guns N' Roses en 1984. En 1985, le groupe est reformé par Guns et le chanteur Paul Black, qui recruteront Mick Cripps et Nickey Alexander. Black sera ensuite remplacé par le chanteur du groupe Girl, Phil Lewis.
En date, L.A. Guns compte au total douze albums studios et trois extended plays ainsi que plusieurs albums live et compilations.

## Historique

### Formation et Guns N' Roses (1983-1985)
L.A. Guns est formé en 1983 par le guitariste Traci Guns,. La première formation du groupe comprendra Michael Jagosz au chant, Ole Beich à la basse et Rob Gardner à la batterie. Lorsque Michael Jagosz est envoyé en prison, il est remplacé par le chanteur Axl Rose. Axl Rose ne reste pas longtemps au sein du groupe qu'il quitte au retour de Michael Jagosz ; il crée alors le groupe Hollywood Rose.
Après quelque temps, Tracii Guns, Rob Gardner et Ole Beich ainsi qu'Axl Rose et Izzy Stradlin (de Hollywood Rose) combinent leurs groupes pour fonder Guns N' Roses (Guns de L.A. Guns et Roses de Hollywood Rose). Très vite, Tracii quitte Guns N' Roses à cause d'une mésentente avec Axl Rose et entreprend de relancer L.A. Guns,.

### Retour et succès (1985–1992)

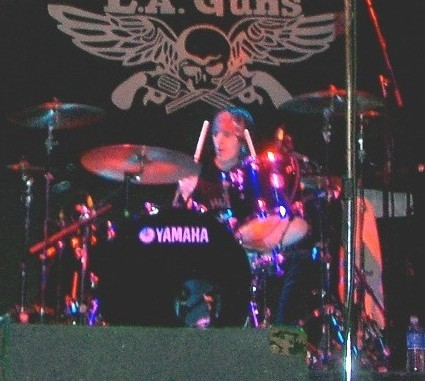
Steve Riley en mars 2008.

Pour la deuxième formation de L.A. Guns, Tracii recrute Mau Maus, Paul Mars Black (batteur de The Joneses), Mick Cripps et Nicky « Beat » Alexander. Plus tard, Robert Stoddard (ex-chanteur de Dogs D'Amour) les rejoint au chant. Le groupe fait des démos et des concerts en 1985 et 1986. Black contribue à la plupart du matériel utilisé pour l'enregistrement de leur premier album. Paul Mars Black est remplacé par Phil Lewis du groupe britannique Girl,. Mick Cripps reprend la guitare quand Robert Stoddard quitte le groupe et Kelly Nickels (de Faster Pussycat) devient le bassiste.
En 1988, ils enregistrent leur premier album L.A. Guns avec le producteur Jim Faraci. L'album comprend six chansons écrites avec Paul Black (No Mercy, Sex Action, One More Reason, Nothing to Lose, Bitch is Back et One Way Ticket), et le batteur Alexander est remplacé par Steve Riley,,. L'album est publié la même année aux labels PolyGram/Vertigo Records, et atteint la 50e place du Billboard 200. L'album est certifié disque d'or et les singles One More Reason, Sex Action, Electric Gypsy et Nothing to Lose connaissent un grand succès. Lors de la tournée pour le premier album, Kelly Nickels est remplacé par Steve Riley, l'ancien batteur de W.A.S.P.. Ce lineup ne connaît aucune modification jusqu'en 1993.
En 1989, L.A. Guns sort son deuxième album, Cocked and Loaded. Il se classe 38e du Billboard 200. Le succès continue : The Ballad of Jayne (25e place des Mainstream Rock Chart) contribue à un deuxième disque d'or (plus de 500 000 ventes) et éventuellement platine. Cette période représente l'apogée commercial de leur carrière. L'album contient deux hits, Never Enough et Rip and Tear. Le groupe participe à une tournée mondiale en tant que tête d'affiche mais joue également la première partie de groupes cultes comme AC/DC, Cheap Trick, Def Leppard et Ted Nugent. En 1991, le groupe sort son troisième album, Hollywood Vampires. L'album ne marche pas aussi bien que les deux premiers. Après cette tournée, L.A. Guns est renvoyé de Polygram (Vertigo/Polydor) Records. Phil Lewis et Mick Cripps quittent le groupe.

### Vicious Circle(1993–1999)
En 1993, Tracii Guns participe au projet du groupe Contraband. L.A. Guns sort un EP de cinq chansons, intitulé Cuts. En 1995, leur quatrième album sort (Vicious Circle). Le batteur Michael « Bones » Gershima joue certaines parties de cet album et Steve Riley, viré du groupe par Phil Lewis, revient lors de la tournée Vicious Circle Club Tour, qui eût beaucoup de succès. En juillet 1996, Tracii Guns et Steve Riley recrutent le chanteur Chris Van Dahl et le guitariste Johnny Crypt après les avoir vus jouer avec leur groupe Boneyard. Après six mois d'enregistrement, Kelly Nickels quitte le groupe et Johnny devient bassiste afin d'éviter la recherche d'un autre membre.
En 1996, la nouvelle formation sort son sixième album, American Hardcore chez CMC International qui peine aussi à atteindre les classements. Ils partent en tournée en 1996 et 1997, quand Tracii vire Chris Van Dahl, espérant le retour de Phil Lewis. Phil refusant, Chris Van Dahl est remplacé par Ralph Saenz. Tracii Guns, Steve Riley, Johnny Crypt et Ralph Saenz continuent la tournée pour le reste de 1997 et 1998. Au début de 1998, un EP de six chansons sort, intitulé Wasted. À la moitié de la tournée Rock Never Stops, Ralph Saenz quitte L.A. Guns pour former son propre groupe. Tracii Guns envisage de recruter Joe Lesté de Bang Tango ou Jizzy Pearl de Love/Hate. L.A. Guns fait une tournée des clubs avec Jizzy Pearl fin 1998 et début 1999, quand ils sortent l'album Shrinking Violet, produit par Gilby Clarke, ancien guitariste des Guns N' Roses ; Johnny Crypt quitte le groupe peu après.

### Réunion et départ de Tracii Guns (1999–2002)

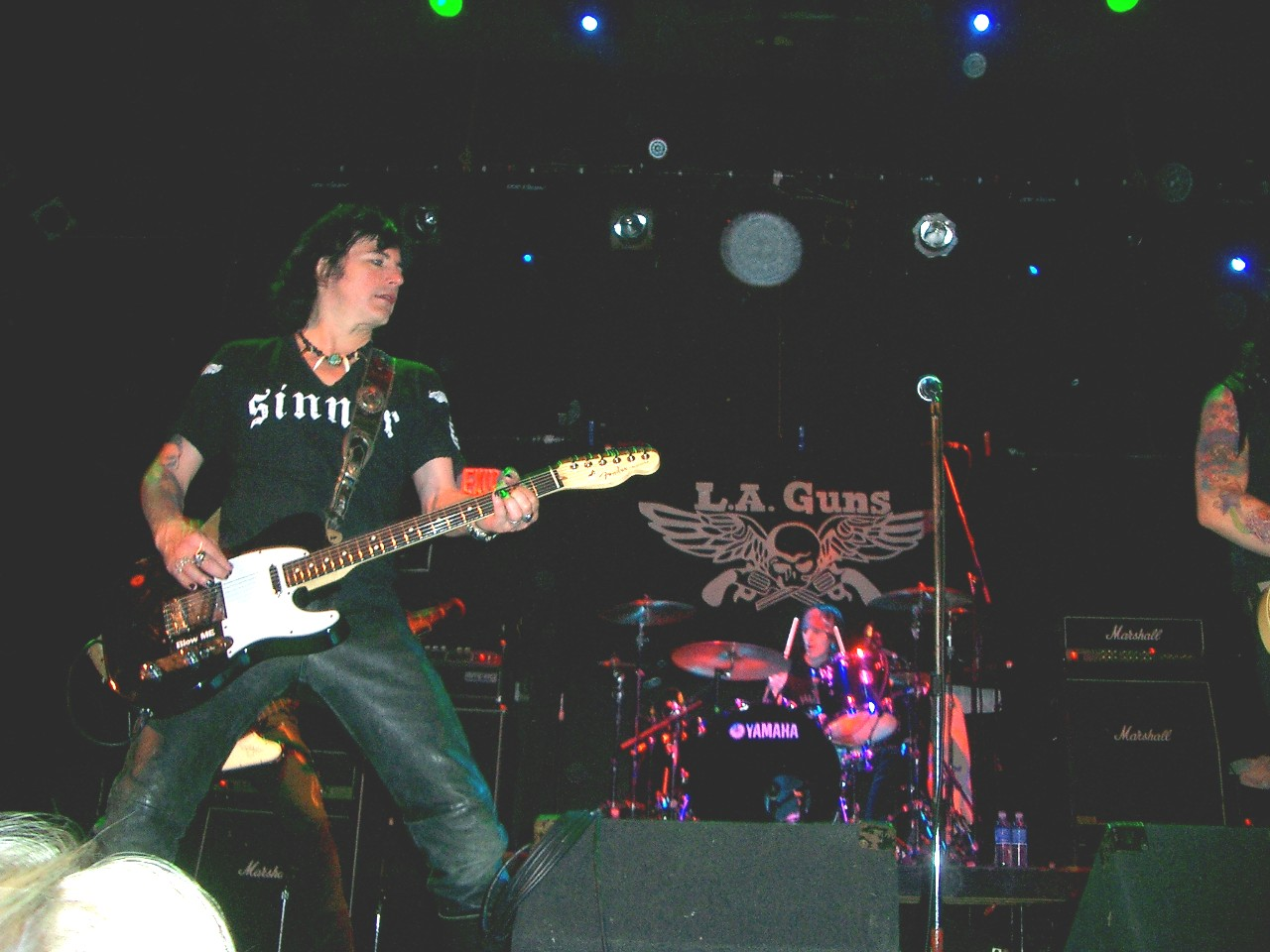
Phil Lewis en 2008.

Tracii Guns, Steve Riley et les autres membres initiaux, Phil Lewis, Mick Cripps et Kelly Nickels parlent d'un projet de réunion combinant album et tournée. Quand Johnny Crypt l'apprend, le 6 février 1999, il quitte L.A. Guns. L'album issu du projet de réunion du groupe, Greatest Hits and Black Beauties, sort chez Deadline Records à peu près en même temps que Shrinking Violet. Le 1er septembre 1999, Jizzy Pearl est viré alors que la configuration initiale du groupe se prépare à une réunion totale. L.A. Guns commence la tournée de réunion en octobre 1999 et enregistre l'album Live: A Night on the Strip à Hollywood, avec Gilby Clarke comme producteur. Mick Cripps et Kelly Nickels, ne pouvant pas s'engager pour la tournée de l'été 2000, sont donc remplacés par le guitariste Brent Muscat (Faster Pussycat) et le bassiste Muddy.
En août 2000, L.A. Guns sort, chez Deadline Records, Cocked and Re-Loaded une nouvelle version de Cocked and Loaded. Mick Crips revient fin 2000 enregistrer Man in the Moon chez Spitfire Records, et quitte le groupe avant la tournée dédiée à cet album. Muddy quitte le groupe à son tour,,.
En 2002, Andy Johns est engagé comme producteur de l'album Waking the Dead, considéré par des fans du groupe comme le « strongest and heaviest material LA Guns has ever recorded ». En septembre 2002, Tracii Guns se consacre au projet Brides of Destruction avec  Nikki Sixx, le bassiste de Mötley Crüe. Tracii Guns y voit l'opportunité de faire renaître la crédibilité connue à la fin des années 1980.

### Deux L.A. Guns

#### Phil Lewis' L.A. Guns (2002–2012)

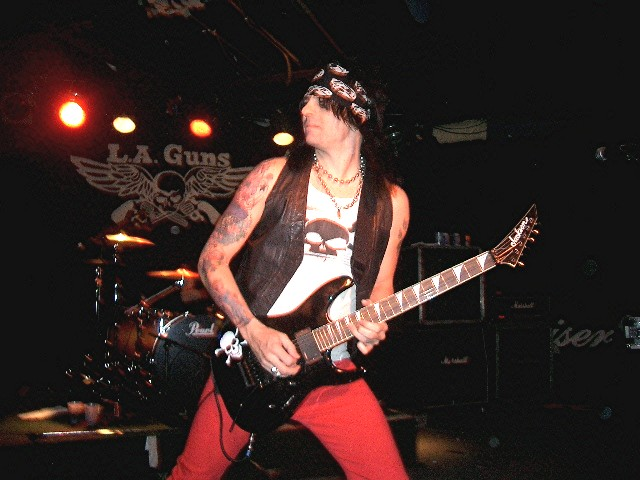
Stacey Blades avec L.A. Guns en 2008.

Malgré le départ de Guns, le groupe continue à jouer en soutien à Waking the Dead avec la formation de 2003, qui comprend Lewis, Riley, Hamilton, l'ancien guitariste Brent Muscat et le nouveau guitariste Keri Kelli (ex-Big Bang Babies et Slash's Snakepit). Le groupe recrute finalement la guitariste Stacey Blades, après le départ de Muscat et Kelli en 2004. Ils sortent aussi un album de reprises, Rips the Covers Off, la même année.
Recrutant Andy Johns et Bruce Witkin, le groupe enregistre un nouvel album, Tales from the Strip, publié en 2005 au label Shrapnel Records. En 2006, Lewis confirme que l'album sera publié sur un plus grand label, même s'il aurait aimé le publier comme démo. En septembre la même année, le groupe publie l'album live Loud and Dangerous: Live from Hollywood avant de jouer en Californie. En janvier 2007, le groupe annonce une tournée américaine en soutien à Tales from the Strip. En mars, avec quelques dates supplémentaires, L.A. Guns annonce le départ du bassiste Hamilton qui sera remplacé par Scott Griffin. D'autres dates sont annoncées pour l'Australie en octobre puis pour l'Europe avec Hanoi Rocks, en novembre. Les dates européennes seront cependant repoussées pour 2008, mais Hanoi Rocks expliquera en réalité que le groupe n'a jamais donné son accord pour cette tournée.
Le 5 juillet 2009, le bassiste Griffin part, et est remplacé par Kenny Kweens (ex-Beautiful Creatures),. En janvier 2011, Kweens quitte le groupe, et Griffin revient. Le 7 mars 2012, le groupe annonce l'album Hollywood Forever, publié le 5 juin.

#### Tracii Guns' L.A. Guns (2006–2012)

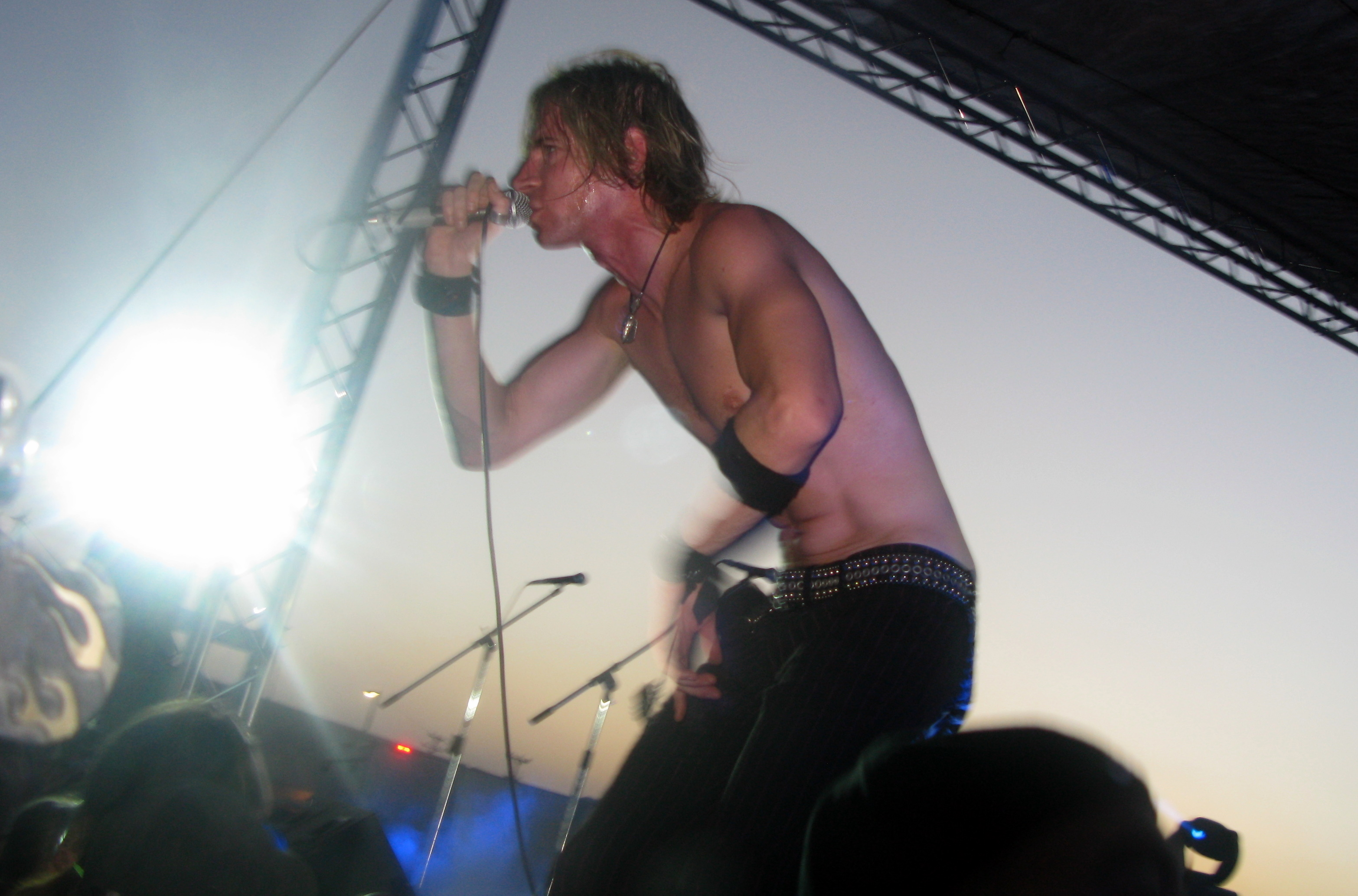
Marty Casey avec L.A. Guns en 2008.

Ayant décidé de mettre un frein à Brides of Destruction, en 2006, l'ancien guitariste de L.A. Guns, Tracii Guns, forme The Tracii Guns Band avec les membres Paul Black et Nickey Alexander, et le membre de Brides of Destruction, le bassiste Jeremy Guns. Le groupe annonce une tournée américaine pour jouer des chansons de L.A. Guns, Brides of Destruction, et de Tracii Guns, ainsi que plusieurs reprises. En 2005, Black avait publié des démos intitulées Black List.
Tracii Guns possédant les droits du nom du groupe (avec Steve Riley), il change The Tracii Guns Band pour L.A. Guns en été 2006, ce qui crée des conflits entre les deux groupes. En octobre la même année, au Cathouse Club, à Hollywood, Phil Lewis se joint à Tracii Guns' L.A. Guns sur scène après s'être invité par le chanteur Paul Black pour un duo de la chanson Rip and Tear.
En 2007, Alexander sera remplacé par le batteur Chad Stewart, et le groupe joue en Amérique du Sud, en Europe et aux États-Unis. En décembre, des biens du groupe de Tracii Guns ont été dérobés lors d'un concert au McGuffy's de Dayton, dans l'Ohio. Ils se sont fait voler « un Blackberry et une bouteille de whisky Jack Daniels. » Le voleur est rattrapé et les objets leur ont été rendus. Tracii annonce, en janvier 2008, un nouvel album pour avril ou mai 2008. Ils annoncent des dates de tournée américaines et sud-américaines, mais la tournée sud-américaine est repoussée de par la sortie de leur album, intitulé Pretty in Black, produit par Steve Thompson. Le même mois, ils sont confirmés pour le festival Rocklahoma. En juillet, le groupe termine son nouvel album avec Casey, et prévoit de le publier en fin d'année. Ils enregistrent un épisode pilote pour VH1. Le groupe tourne en 2008 et 2009, cependant, Casey revient au sein de Lovehammers en 2009.
En février 2010, L.A. Guns annonce avoir signé au label Favored Nations de Steve Vai pour une « réédition de luxe » de Shrinking Violet

### Fin du groupe de Tracii Guns (2012–2015)

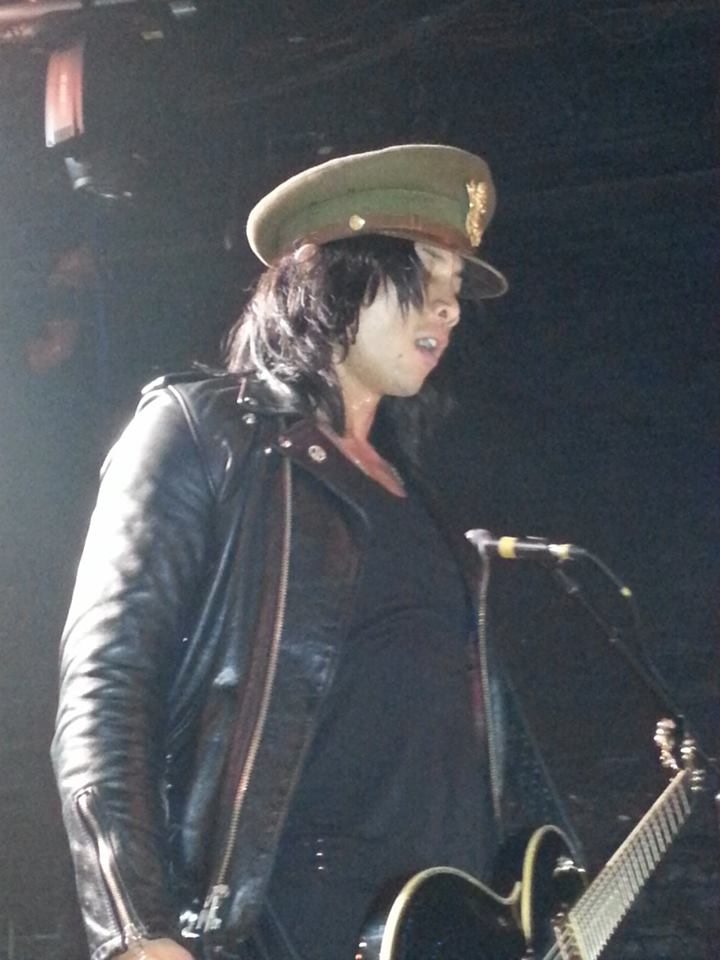
Michael Grant sur scène en 2014.

Tracii Guns annonce en juin la fin de sa version de L.A. Guns, laissant donc Phil Lewis comme seul membre à la tête d'un unique L.A. Guns. Le 12 décembre 2012, le guitariste Stacey Blades annonce son départ de L.A. Guns ; cinq jours plus tard, Frankie Wilsey se joint au groupe comme nouveau guitariste. Le 16 janvier 2013, L.A. Guns annonce un nouveau DVD, Live in Concert, qui comprend l'apparition du groupe au M3 Rock Festival en mai 2012. Le DVD est annoncé sur Cleopatra Records le 12 février. Le 17 janvier 2013, le départ de Wilsey est annoncé, et il sera remplacé par Michael Grant de EndeverafteR.
Le 30 mars 2014, Sleaze Roxx annonce le décès du chanteurr Michael Jagosz à l'âge de 48 ans, le 9 mars 2014. En septembre 2014, le groupe révèle le départ de Griffin et le retour de Kweens.

### Réunion avec Guns et départ de Lewis (depuis 2016)
Le 31 mai 2016, Phil Lewis et Tracii Guns sont annoncés ensemble pour la première fois depuis 14 ans sous le nom de L.A. Guns' Phil Lewis + Tracii Guns pour plusieurs concerts dont trois en Amérique du Sud en juillet, au Hair Nation Rock Fest d'Irvine, en Californie, le 17 septembre, et au Rock N Skull Fest de Joliet, dans l'Illinois, le 27 octobre. En septembre 2016, LA Weekly rapport que Lewis et Guns sortiront un nouvel album sous le nom de L.A. Guns au label Frontiers Records, en juin 2017. En décembre 2016, Phil Lewis annonce son départ de LA Guns

## Membres

### Membres actuels
- Tracii Guns – guitare solo (1983–1984, 1985–2002, depuis 2016)
- Michael Grant – guitare solo, chœurs (depuis 2013)
- Johnny Martin – guitare basse (depuis 2016)
- Gavin Purcell – batterie (depuis 2016)

### Anciens membres
- Phil Lewis – chant (1987–1995, 1999–2016)

### Formations

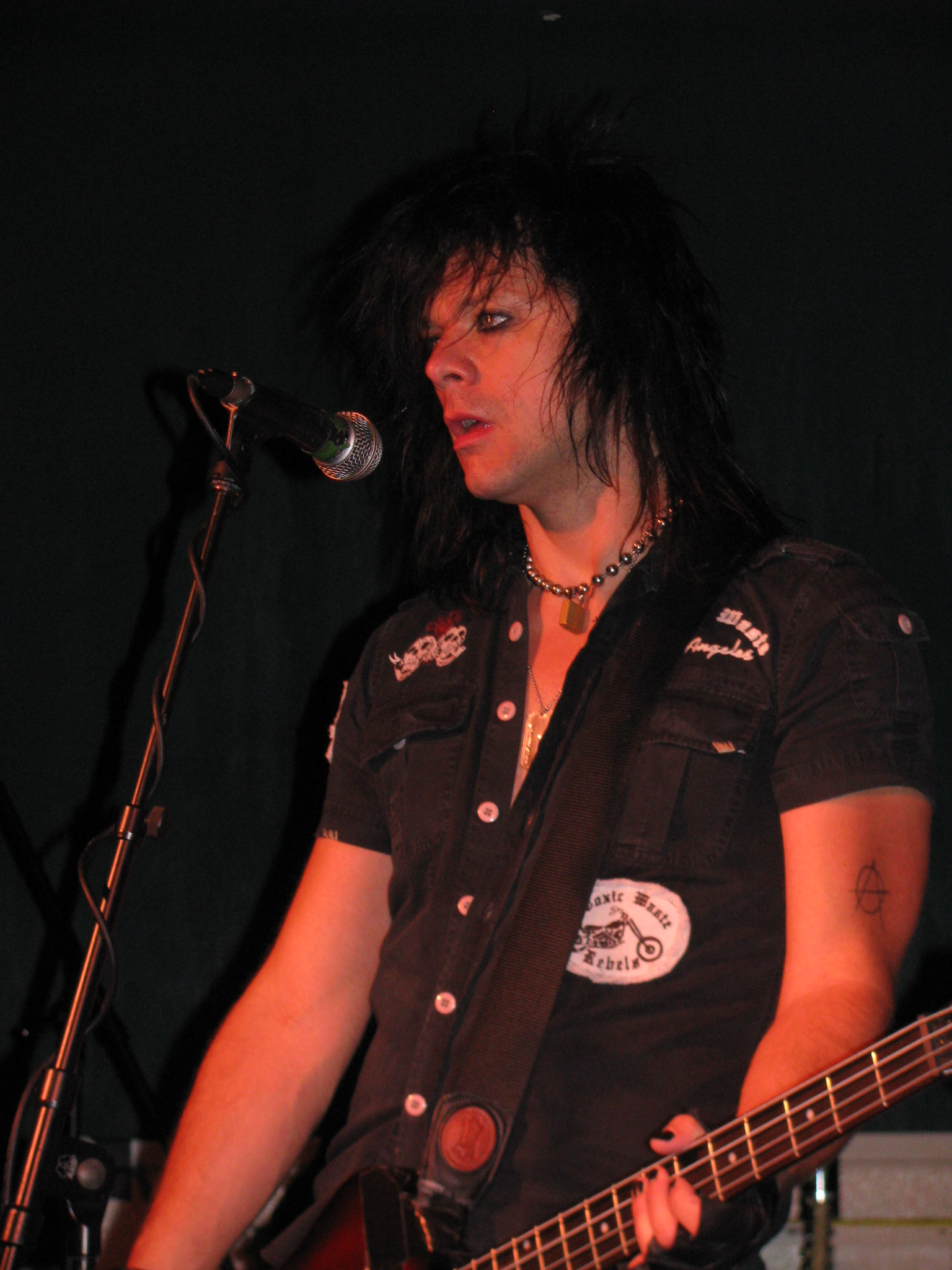
Scotty Griffin bassiste des L.A. Guns de Phil Lewis.

## Discographie

### Albums studio
- 1988 : L.A. Guns
- 1988 : Cocked and Loaded
- 1991 : Hollywood Vampires
- 1995 : Vicious Circle
- 1996 : American Hardcore
- 1998 : Wasted
- 1999 : Shrinking Violet
- 2000 : Cocked and Re-Loaded
- 2001 : Man in the Moon (2001)
- 2002 : Waking the Dead (2002)
- 2004 : Rips the Covers Off - Phil Lewis' L.A. Guns
- 2004 : Hollywood Forever
- 2005 : Tales from the Strip
- 2017 : The Missing Peace
- 2019 : The Devil You Know
- 2020 : Renegades
- 2021 : Checkered Past
- 2023 : Black Diamonds

- 2023 : The Dark Horse - Riley's L.A. Guns

### Albums live
- 1992 : Live! Vampires (Japon seulement)

- 2000 : Live: À Night on the Strip
- 2006 : Loud and Dangerous: Live from Hollywood

### Compilations
- 1994 : Best Of: Hollywood A Go-Go (Japon seulement)
- 1997 : Hollywood Rehearsal
- 1999 : Greatest Hits and Black Beauties
- 2000 : Black City Breakdown (1985-1986)
- 2002 : Ultimate LA Guns
- 2005 : Black List
- 2005 : 20th Century Masters - The Millennium Collection: The Best of L.A. Guns
- 2008 : The Very Best of

### Clips vidéos
- Electric Gypsy - 1988
- Bitch is Back - 1988
- Sex Action - 1988
- One More Reason - 1988
- One Way Ticket - 1988
- Never Enough - 1989
- The Ballad of Jayne - 1989
- I Wanna Be Your Man - 1989
- Rip and Tear - 1989
- Malaria - 1989
- Long Time Dead - 1994